# Liste fraktionsloser Mitglieder des 9. Europäischen Parlaments
Die Liste fraktionsloser Mitglieder des 9. Europäischen Parlaments enthält die Abgeordneten, die in der 9. Wahlperiode von 2019 bis 2024 zumindest übergangsweise nicht einer der Fraktionen des Europäischen Parlaments angehörten.
Bei der Konstituierung des Parlaments nach der Europawahl 2019 waren 56 der 751 Abgeordneten ohne Fraktion, mehr als je zuvor. Am Ende der Wahlperiode vor der Europawahl 2024 waren 63 der dann 705 Abgeordneten fraktionslos.

## Abgeordnete
Kursiv gesetzte Abgeordnete war nur zwischenzeitlich fraktionslose Mitglieder des Parlaments. Parteizugehörigkeit und Anzahl Sitze beziehen sich auf Ende des Status als fraktionsloser Abgeordneter bzw. Ende der Wahlperiode.
| Land                   | Partei                                          | Europäische Partei            | Sitze | MdEP | Anmerkung |
| ---------------------- | ----------------------------------------------- | ----------------------------- | ----- | --- | --- |
| Belgien                | –                                               | –                             | 1     | Marc Tarabella | wurde im Januar 2023 bis auf weiteres sowohl aus der S&D wie auch aus der PS ausgeschlossen.                                                                             |
| Bulgarien              | Bulgarische Sozialistische Partei               | SPE                           | 1     | Elena Jontschewa | ab 18. April 2024, zuvor S&D, gewählt für Bulgarische Sozialistische Partei                                                                                              |
| Deutschland            | Die Partei                                      | –                             | 1     | Martin Sonneborn | |
| Deutschland            | –                                               | –                             | 1     | Martin Buschmann | ab 29. Januar 2020, davor GUE/NGL; gewählt für Partei Mensch Umwelt Tierschutz, im Februar 2020 aus der Partei ausgetreten                                               |
| Deutschland            | –                                               | –                             |       | Lars Patrick Berg | 12. Mai 2021 bis 22. Juni 2021, zuvor ID, gewählt für AfD, danach EKR und LKR                                                                                            |
| Deutschland            | –                                               | –                             | 1     | Jörg Meuthen | ab 16. Februar 2022, zuvor ID, gewählt für AfD, danach von Juni 2022 bis September 2023 für Deutsche Zentrumspartei                                                      |
| Deutschland            | Alternative für Deutschland                     | IDP                           | 9     | Christine Anderson, Gunnar Beck, Markus Buchheit, Nicolaus Fest, Maximilian Krah, Joachim Kuhs, Sylvia Limmer, Guido Reil, Bernhard Zimniok | ab 23. Mai 2024, aus ID ausgeschlossen |
| Finnland               | Perussuomalaiset                                | –                             | (2)   | Teuvo Hakkarainen, Laura Huhtasaari | Hakkarainen nur 5. April 2023, Huhtasaari 5. bis 11. April 2023, dann ausgeschieden; beide zuvor ID-Fraktion, Hakkarainen und Huhtasaaris Nachfolgerin zur EKR-Fraktion  |
| Frankreich             | Reconquête                                      | –                             |       | Nicolas Bay | ab 16. Februar 2022; aus ID ausgeschlossen, gewählt für Rassemblement National, seit Februar 2023 EKR                                                                    |
| Frankreich             | –                                               | –                             | 4     | Maxette Pirbakas | ab 2. Februar 2022, zuvor ID, gewählt für Rassemblement National, bis 10. Juli 2022 Reconquête                                                                           |
| Frankreich             | –                                               | –                             | 4     | Hervé Juvin | ab 10. November 2022 |
| Frankreich             | –                                               | –                             | 4     | Gilbert Collard | ab 25. Januar 2022, zuvor ID, gewählt für Rassemblement National, bis September 2022 Reconquête                                                                          |
| Frankreich             | –                                               | –                             | 4     | Jérôme Rivière | ab 25. Januar 2022, zuvor ID, gewählt für Rassemblement National, bis März 2023 Reconquête                                                                               |
| Griechenland           | Kommunistische Partei Griechenlands             | ECA                           | 2     | Lefteris Nikolaou-Alavanos, Konstantinos Papadakis | |
| Griechenland           | –                                               | –                             | 2     | Athanasios Konstantinou | gewählt für Chrysi Avgi, verließ die Partei im Sommer 2020 |
| Griechenland           | –                                               | APF                           | 2     | Ioannis Lagos | gewählt für Chrysi Avgi, verließ die Partei kurz nach Beginn der Wahlperiode, bis 10. Februar 2023 ELASYN, individuelles Mitglied der APF                                |
| Griechenland           | –                                               | –                             | 2     | Eva Kaili | seit 9. Dezember 2022, zuvor S&D, gewählt für Pasok-Kinal |
| Griechenland           | –                                               | –                             | 2     | Alexis Georgoulis | seit 19. April 2023, zuvor Fraktion Die Linke, gewählt für Syriza |
| Griechenland           | –                                               | –                             |       | Theodoros Zagorakis | 6. bis 17. April 2024, zuvor EVP, gewählt für Nea Dimokratia, dann S&D                                                                                                   |
| Italien                | Movimento 5 Stelle                              | –                             | 5     | Tiziana Beghin, Sabrina Pignedoli, Laura Ferrara, Mario Furore | |
| Italien                | Movimento 5 Stelle                              | –                             | 5     | Maria Angela Danzi | seit 2. November 2022, nachgerückt für Eleonora Evi |
| Italien                | Movimento 5 Stelle                              | –                             | (7)   | Marco Zullo | bis 10. März 2021, dann Renew |
| Italien                | Movimento 5 Stelle                              | –                             | (7)   | Rosa D’Amato, Ignazio Corrao, Eleonora Evi, Piernicola Pedicini | alle bis 8. Dezember 2020, dann Grüne/EFA |
| Italien                | Movimento 5 Stelle                              | –                             | (7)   | Isabella Adinolfi | bis 28. April 2021, dann EVP-Fraktion |
| Italien                | Movimento 5 Stelle                              | –                             | (7)   | Fabio Massimo Castaldo | seit 1. Februar 2024 Azione und Renew |
| Italien                | Sud in Testa                                    | –                             |       | Andrea Caroppo | 7. Oktober 2020 bis 28. April 2021; zuvor ID, gewählt für Lega; danach EVP-Fraktion                                                                                      |
| Italien                | Democrazia Cristiana Sicilia                    | –                             | 1     | Francesca Donato | ab 6. Oktober 2021, aus ID ausgeschlossen nach Austritt aus Lega, im Januar 2023 Democrazia Cristiana Sicilia beigetreten                                                |
| Italien                | –                                               | –                             |       | Lucia Vuolo | 4. Juni bis 9. September 2021; zuvor ID (Lega), danach EVP (Forza Italia)                                                                                                |
| Italien                | –                                               | –                             |       | Luisa Regimenti | 21. Juni bis 7. Juli 2021; zuvor ID (Lega), danach EVP (Forza Italia) |
| Italien                | –                                               | –                             |       | Stefania Zambelli | 3. bis 18. Oktober 2023; zuvor ID (Lega), danach EVP (Forza Italia) |
| Italien                | –                                               | –                             |       | Elisabetta De Blasis | 11. September 2023 bis 9. November 2023, zuvor ID (Lega), danach EKR (parteilos)                                                                                         |
| Italien                | –                                               | –                             | 1     | Dino Giarrusso | verließ Movimento 5 Stelle am 25. Mai 2022 |
| Italien                | –                                               | –                             |       | Chiara Maria Gemma | verließ Movimento 5 Stelle am 22. Juni 2022, dann IpF bis zu deren Auflösung im Oktober 2022, dann Unabhängige, danach EKR und FdI                                       |
| Italien                | –                                               | –                             |       | Daniela Rondinelli | verließ Movimento 5 Stelle am 22. Juni 2022, dann IpF bis zu deren Auflösung im Oktober 2022, dann Unabhängige, danach S&D und PD                                        |
| Italien                | –                                               | –                             | 1     | Andrea Cozzolino | wurde im Dezember 2022 von S&D und PD ausgeschlossen |
| Italien                | –                                               | –                             |       | Matteo Gazzini | seit 7. Dezember 2023, zuvor ID, seit Januar 2024 EVP |
| Italien                | –                                               | –                             | 1     | Maria Veronica Rossi | seit 29. April 2024, zuvor ID, als Nachrückerin gewählt für Lega |
| Italien                | Forza Italia                                    | EVP                           |       | Francesca Peppucci | 6. April bis 19. April 2023; Nachrückerin, trat der EVP-Fraktion verspätet bei                                                                                           |
| Italien                | Alleanza Verdi e Sinistra                       | EGP/EL                        | 1     | Massimiliano Smeriglio | seit 20. März 2024, zuvor S&D |
| Kroatien               | Ključ Hrvatske                                  | (EAFD)                        | 1     | Ivan Vilibor Sinčić | |
| Kroatien               | –                                               | (EAFD)                        | 1     | Mislav Kolakušić | |
| Lettland               | Latvijas Krievu savienība (LKS)                 | (2024 aus EFA ausgeschlossen) | 1     | Tatjana Ždanoka | seit 1. April 2022, zuvor Grüne/EFA |
| Litauen                | Darbo Partija                                   | –                             | 1     | Viktor Uspaskich | am 20. Januar 2021 aus Renew ausgeschlossen |
| Niederlande            | Meer Directe Democratie                         | (EAFD)                        |       | Dorien Rookmaker | seit 1. Februar 2020, zusätzlicher Sitz nach Austritt des UK. Gewählt auf der Liste der FvD, bereits im August 2019 ausgetreten. Bis 7. Dezember 2021, dann EKR-Fraktion |
| Niederlande            | Forum voor Democratie                           | –                             | 1     | Marcel de Graaff | seit 24. Oktober 2022. Gewählt auf der Liste der Partij voor de Vrijheid.                                                                                                |
| Polen                  | –                                               | –                             | 1     | Sylwia Spurek | seit 31. Mai 2024, zuvor Grüne/EFA, gewählt für Wiosna |
| Polen                  | Nowa Lewica                                     | SPE                           | 1     | Łukasz Kohut | seit 11. Juni 2024, zuvor S&D |
| Rumänien               | Partidul Social Democrat (PSD)                  | –                             | 1     | Tudor Ciuhodaru | seit 23. Februar 2024, zuvor S&D |
| Slowakei               | Smer – slovenská sociálna demokracia (Smer-SSD) | SPE (suspendiert)             | 2     | Monika Beňová, Katarína Roth Neveďalová | seit 18. Oktober 2023, zuvor S&D |
| Slowakei               | Slovenský PATRIOT                               | (EAFD)                        | 1     | Miroslav Radačovský | als Parteiloser gewählt für LSNS, seit Februar 2021 Vorsitzender von Slovenský PATRIOT                                                                                   |
| Slowakei               | Hnutie Republika                                | –                             | 1     | Milan Uhrík | gewählt für LSNS, ausgetreten am 25. Januar 2021 |
| Spanien                | Junts per Catalunya                             | –                             | 3     | Toni Comín Clara Ponsatí i Obiols Carles Puigdemont | Clara Ponsatí i Obiols seit 1. Februar 2020, zusätzlicher Sitz nach Austritt des UK                                                                                      |
| Tschechien             | Svoboda a přímá demokracie                      | ID                            | 1     | Hynek Blaško | seit 13. Dezember 2023, zuvor ID |
| Ungarn                 | Jobbik                                          | –                             | 1     | Márton Gyöngyösi | seit September 2023 individuelles Mitglied der ECPM. |
| Ungarn                 | Fidesz-Magyar Polgári Szövetség                 | –                             | 12    | Andrea Bocskor, Andor Deli, Tamás Deutsch, Kinga Gál, Enikő Győri, András Gyürk, Balázs Hidvéghi, Lívia Járóka, Ádám Kósa, Edina Tóth, László Trócsányi, Ernő Schaller-Baross | seit 3. März 2021, zuvor EVP-Fraktion, bis 18. März EVP-Partei |
| Vereinigtes Königreich | Brexit Party                                    | –                             | (29)  | Annunziata Rees-Mogg, John Longworth, Lucy Harris | bis 9. Januar 2020, dann EKR bis 31. Januar 2020, Austritt des UK aus der EU                                                                                             |
| Vereinigtes Königreich | Brexit Party                                    | –                             | (29)  | Lance Forman | bis 14. Januar 2020, dann EKR bis 31. Januar 2020, Austritt des UK aus der EU                                                                                            |
| Vereinigtes Königreich | Brexit Party                                    | –                             | (29)  | Jonathan Bullock, Matthew Patten, Richard Tice, Michael Heaver, June Mummery, Benyamin Habib, Brian Monteith, John Tennant, Claire Fox, Henrik Overgaard-Nielsen, David Bull, Nigel Farage, Alexandra Lesley Phillips, Robert Rowland, Belinda De Camborne Lucy, Ann Widdecombe, James Glancy, Christina Jordan, Rupert Lowe, Martin Daubney, Jake Pugh, Nathan Gill, James Freeman Wells | bis 31. Januar 2020, Austritt des UK aus der EU |
| Vereinigtes Königreich | –                                               | –                             | (29)  | Louis Stedman-Bryce, Andrew England Kerr | gewählt für Brexit Party, ab November/September 2019 parteilos; bis 31. Januar 2020, Austritt des UK aus der EU                                                          |
| Vereinigtes Königreich | Democratic Unionist Party                       | –                             |       | Diane Dodds | bis 31. Januar 2020, Austritt des UK aus der EU |